# Isola del Cantone
Isola del Cantone là một đô thị ở tỉnh Genova thuộc vùng Liguria, nằm ở vị trí cách khoảng 25 km về phía bắc của Genova. Tại thời điểm ngày 31 tháng 12 năm 2004, đô thị này có dân số 1.494 người và diện tích là 47,8 km².
Đô thị Isola del Cantone có các frazioni (đơn vị cấp dưới, chủ yếu là thôn làng) Borlasca, Montessoro, Pietrabissara, Prarolo, và Vobbietta.
Isola del Cantone giáp các đô thị sau: Arquata Scrivia, Busalla, Gavi, Grondona, Mongiardino Ligure, Roccaforte Ligure, Ronco Scrivia, Vobbia, Voltaggio.